# П-260Т «Редут-2УС»
П-260Т "Редут-2УС" — російський багатоцільовий мобільний комплекс зв’язку з антенним модулем Р-431АМ МИК-МКС. Комплекс призначений для швидкого розгортання ретрансляційної точки цифрової радіорелейної лінії зв’язку і мереж широкосмугового бездротового доступу. Виконаний на базі автомобіля КамАЗ. Комплекс дає можливість застосовувати сучасні технології і одночасно взаємодіяти зі старими системами бойового управління. 
Комплекс забезпечує побудову багатоінтервальних ліній та мереж зв'язку з передачею цифрової інформації на швидкостях від 5 до 155 Мбіт/с (1920 каналів тональної частоти) одночасно у 4-х напрямках і мереж широкосмугового безпровідного доступу об'ємом до 200 абонентів зі швидкістю передачі даних до 37 Мбіт/с.

## Загальні відомості
Комплекс розроблено НВФ «Мікран» (м. Томськ, головний конструктор — В. Я. Гюнтер). Серійне виробництво розпочато в 2011 р. Перші постачання серійних комплексів до ЗС росії — 2012 р.

## Характеристики
Розгортання комплексу за 15-20 хвилин.
Температурний діапазон експлуатації становить від мінус 50 до плюс 55 градусів.
Дальність забезпечення зв'язку від 15 до 55 км, залежно від частотного діапазону та швидкості передачі, в умовах прямої радіовидимості.
Широкосмуговий бездротовий доступ — до 30 км.
Швидкість по шосе 60 км/год, по ґрунтовій дорозі — 45 км/год і бездоріжжю — 10 км/год.
Запас ходу — 600 км.

## Конструкція та склад
Комплекс П-260Т «Редут-2УС» складається з 5 радіостанцій, обладнаний системою життєзабезпечення. Антенний модуль Р-431АМ розміщений на базі автомобіля КамАЗ-63501 (8×8).
До антенного модуля входить: апаратна частина і антенно-щогловий пристрій з щоглою заввишки 32 м. Щогла виконує піднімання чотирьох антен діаметром 0,6 або 1 м.
Склад обладнання:
- до 4-х напівкомплектів радіорелейного обладнання (РРО) «МИК-РЛ 4…18Р+»;
- базова станція широкосмугового бездротового доступа WiMIC-2000B / WiMIC-6000B;
- АРМ оператора з управляючим комп'ютером і програмним забезпеченням;
- система електрозабезпечення від акумуляторів, забезпечує роботу РРО за відсутності електроживлення 220 В і вимкненому дизель-генераторі протягом 2-12 годин;
- автономний дизель-генератор, електроустановка відбору потужності;
- навігаційний приймач (опціонально);
- прилади просторової орієнтації — електронний компас, датчики крена і нахилу;
- УКХ-радіостанція службового зв'язку;
- комутатор Ethernet;
- мультиплексор комбінований;
- комутатор цифрових сигналів (опціонально);
- система життєзабезпечення — опалювач (обігрів), фільтро-вентиляційна установка, кондиціонер, спальне місце екіпажа;
- ЗІП-О, комплект кабелів і експлуатаційної документації.

По суті, це і є основна базова ланка, для якої за необхідності передбачені чотири модельні доповнення — три комплексні апаратні зв'язку: П-260-О, П-260-У (вузлова) та П-260-Т (транзитна), а також апаратна управління зв'язком П-261.

## Оператори
- Росія — понад 10 комплексів П-260Т "Редут-2УС" поставлено на озброєння у серпні 2013 року[3].